# 김청옥
김청옥(金淸玉, 1940년 2월 17일  ~ 2021년 9월 21일)은 KBO 리그 롯데 자이언츠의 전 코치이다. 실업 야구 농협 야구단에서 선수 생활을 했으며 서울에서 열린 1963년 아시아 야구 선수권 대회 국가대표로 출전해 우승했다. 은퇴 후 농협 야구단 감독직을 역임했으며 1984년 하계 올림픽 야구 시범 겸기에 대표팀 감독직을 역임했다.

## 선수 시절
1960년 경남고등학교를 졸업, 농협에 입단했다. 신인 선수로서 1962년 열린 제8회 전국 아구 선수권 대회에 출전해 농협이 우승을 차지했고 대회 MVP를 수상했다. 1963년 입대해 새로 창단한 해군헌병감실 야구단 소속으로 군 복무를 마쳤다. 해헌 소속 당시 서울특별시에서 열리는 1963년 아시아 야구 선수권 대회에 발탁되었다. 9월 26일 필리핀전에서 선발 등판했으며 이날 9번 타자로 출전해 4회 2루타를 기록했다. 대회 마지막 날 일본과의 대결에서 승리하며 대회 개최이후 처음으로 대한민국이 우승했다.
군 복무를 마친 이후 다시 농협 야구단으로 복귀했다. 농협의 주 측 선수로 활동했으나  60년대 말 농협이 계속해서 하위권을 기록하자 기존 선수들을 교체하기로 결정하면서 1970년 초 은퇴했다.

## 은퇴 이후
은퇴 이후 실업 야구 심판교육을 받아 전속심판으로 경기에 나오기도 했으며, 광주일고 감독직을 1976년부터 1979년 역임했다. 이후 실업 야구 농협 야구단의 감독직을 역임했다. 1983년에 아시아 야구 선수권 대회, 1985년 대륙간컵에 대한민국 야구 국가대표팀 코치로 발탁되었고 1년 뒤에 열린 LA 올림픽에 감독을 맡았다. 3, 4위전까지 진출했으나 대만에 0-3으로 패하며 4위를 기록했다.
1986년 시즌 후 프로야구 롯데 자이언츠에 투수 코치직을 제안받아 87년부터 3년간 계약금 3천만 원, 연봉 2천7백만 원에 계약했다. 강병철 당시 롯데 감독은 그를 비롯해 코치진 개편에 반대했으나 롯데가 강병철 감독과 재계약 하지 않기로 하며 정상적으로 프로 코치직에 역임할 수 있게되었다. 1987년 시즌 뒤 새로 부임한 어우홍 감독은 투수코치를 2명 두기로 결정해 재일동포 김정행을 플레잉코치로 승격하려 했다. 같은 팀 에이스이자 국내파 간판 투수 최동원과 불편한 관계라 실패했다.
1989년 롯데 자이언츠가 최하위를 기록했고, 허구연 타격코치와의 불화설 등이 나오자 코치진 개편에 관한 이야기가 나왔고,  1989년 6월 29일부터 2군 투수코치로 자리를 옮겼다.
그 뒤, 어우홍 감독이 1989년 시즌을 끝으로 물러난 후 김진영 전 청보 감독이 같은 해 11월 2일부터 2년 계약 형식으로 롯데 감독에 취임하면서 단행된 개편에 따라 팀을 떠나야 했으며 본인의 후임으로는 김진영 감독의 삼미-청보 시절 제자인 장명부가 같은 달 30일부터 1년 계약 형식으로 부임했다. 
2021년 9월 21일 사망해 경기도 용인시 평온의 숲에 안장되었다.